# Eva Billisich

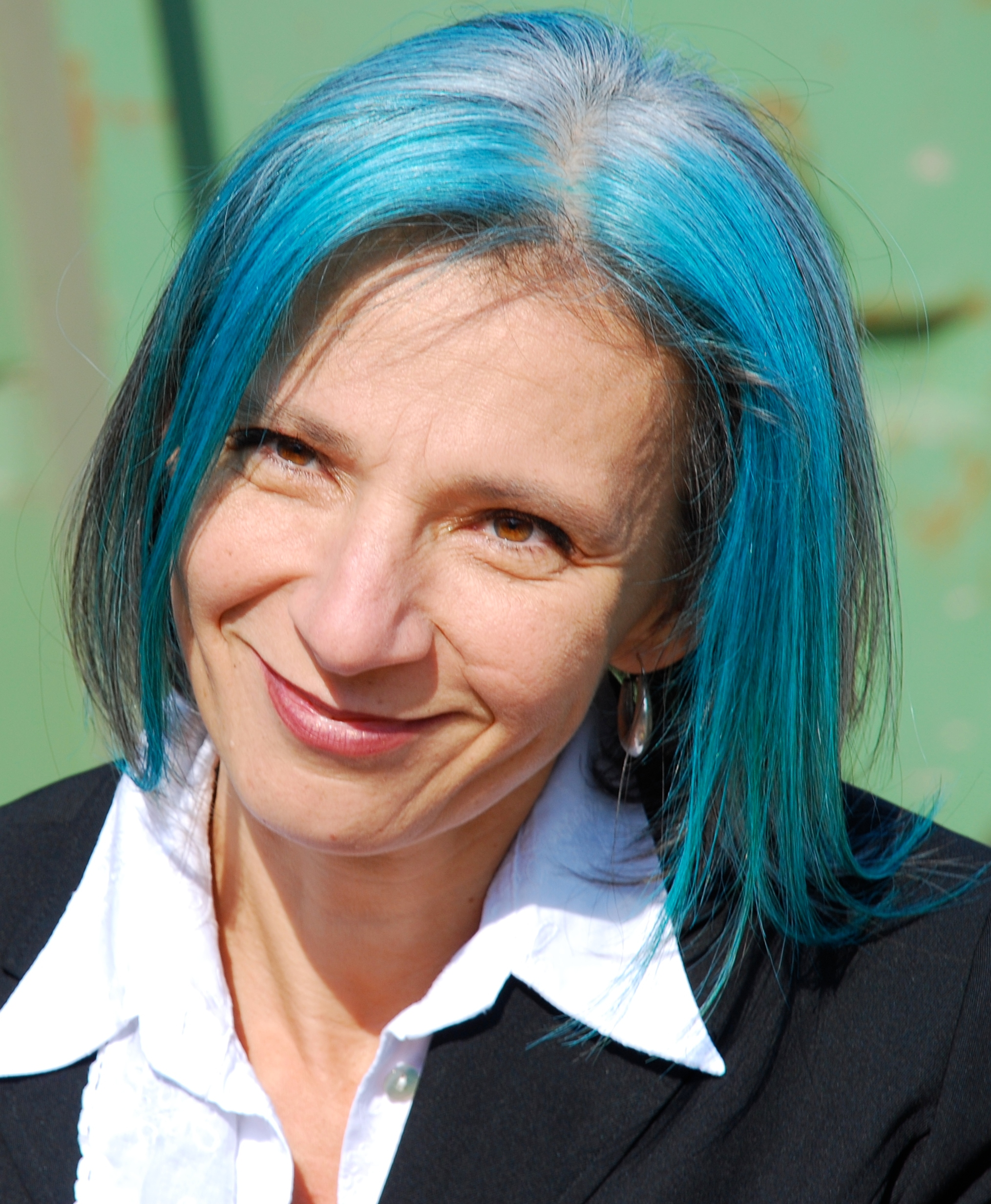
Eva Billisich, 2010

Eva Billisich (* 23. Oktober 1963 in Wien) ist eine österreichische Film- und Theaterschauspielerin, Regisseurin, Verfasserin von Kinder- und Jugendliteratur und Songschreiberin.

## Biografie
Eva Billisich begann ihre Karriere als Mitglied der Kabarett-Gruppe Schlabarett gemeinsam mit Alfred Dorfer und Roland Düringer. Seither war und ist sie auch in diversen Theater-, Film- und Fernsehproduktionen tätig, wie z. B. „Muttertag“.
Zusammen mit dem Theatro Piccolo schrieb und spielte sie Musiktheater für Kinder. Die CD zu ihrem ersten Buch (mit Illustrationen von Picco Kellner), Charlotte Ringlotte, erhielt den Preis der Deutschen Schallplattenkritik.
2010 gründete sie gemeinsam mit Thomas Hufnagl und den Musikern Christian Clementa und Martin Bachhofner eine Band. „Lasterlieder“ sind schräg vertonte eigene Texte im Wiener Dialekt, darunter auch Kooperationen wie 2016 zu „Gitti“ mit Voodoo Jürgens.

## Filmografie
- 1988/1989: Eis
- 1992: Kaisermühlen Blues, TV-Serie
- 1993: Muttertag, Regie: Harald Sicheritz
- 1995: Freispiel
- 1997: Qualtingers Wien
- 1998: Hinterholz 8
- 1999: Jahrhundertrevue, TV
- 1999: Wanted
- 2001: Kommissar Rex, TV-Serie
- 2002: Poppitz
- 2003: MA 2412 – Die Staatsdiener, Kinofilm
- 2003: Julia – eine ungewöhnliche Frau – Schotter, TV-Episode
- 2005: Viertelliterklasse
- 2006: SOKO Donau – Unter Druck, TV-Episode
- 2006: Mutig in die neuen Zeiten: Nur keine Wellen
- 2008: Darum
- 2009: Der wilde Gärtner
- 2009: Dorfers Donnerstalk
- 2011: Tatort – Ausgelöscht, Fernsehreihe
- 2014: Tatort – Abgründe, Fernsehreihe
- 2015: Tatort – Deckname Kidon, Fernsehreihe
- 2022: Weber & Breitfuß

## Auszeichnungen
- Auszeichnung der Deutschen Schallplattenkritik für Charlotte Ringlotte.
- Salzburger Stier mit Schlabarett